# Sumbersekar
Sumbersekar is een bestuurslaag in het regentschap Malang van de provincie Oost-Java, Indonesië. Sumbersekar telt 7650 inwoners (volkstelling 2010).